# 984 км (зупинний пункт)
984 кіломе́тр — залізничний пасажирський зупинний пункт Луганської дирекції Донецької залізниці.
Розташований у дачному кооперативі «Донець», Станично-Луганський район, Луганської області на лінії Кіндрашівська-Нова — Довжанська між станціями Кіндрашівська-Нова (9 км) та Новосвітлівський (14 км).
Через військову агресію Росії на сході України транспортне сполучення припинене. Лінія не діюча з 2007 року. Лінію в майбутньому передбачено демонтувати.